# Yáo a Yáo, Yáo Dào Wàipó Qiáo
Yáo a Yáo, Yáo Dào Wàipó Qiáo (Brasil: Operação Xangai / Portugal: A Tríade de Xangai) é uma coprodução sino/francesa de 1995, do gênero policial, dirigida por Yimou Zhang e estrelada por Li Gong e Baotian Li.
Um olhar sobre o submundo chinês da década de 1930, Yáo a Yáo, Yáo Dào Wàipó Qiáo é "uma história cativante" e "uma intrigante companhia para os filmes de gângster norte-americanos", nas palavras do crítico Leonard Maltin.

## Sinopse
Shuisheng, garoto do interior, é levado para a Xangai dos anos 1930 pelo primo, para tornar-se membro da gangue de Tang. Shuisheng acaba designado para servir Xiao Jingbao (ou Bijou), a caprichosa dançarina amante de Tang, que a chama de A Rainha de Xangai. Quando vários de seus capangas são mortos por uma quadrilha rival, Tang foge para uma ilha remota, juntamente com Shuisheng e Bijou. Lá, pensa na vingança.

## Principais premiações
| Patrocinador                                            | Prêmio        | Categoria                                                           | Situação           |
| ------------------------------------------------------- | ------------- | ------------------------------------------------------------------- | ------------------ |
| Academia de Artes e Ciências Cinematográficas           | Oscar         | Melhor Fotografia                                                   | Indicado           |
| Associação de Correspondentes Estrangeiros de Hollywood | Golden Globe  | Melhor Filme em Língua Estrangeira                                  | Indicado           |
| National Board of Review                                | NBR           | Melhor Filme Estrangeiro Cinco Melhores Filmes Estrangeiros de 1995 | Vencedor Escolhido |
| New York Film Critics Circle Awards                     | NYFCC         | Melhor Fotografia                                                   | Vencedor           |
| Festival de Cannes                                      | Palma de Ouro | Melhor Filme                                                        | Selecionado        |

## Elenco
| Ator/Atriz    | Personagem   |
| ------------- | ------------ |
| Li Gong       | Xiao Jingbao |
| Baotian Li    | Tang         |
| Xiaoxiao Wang | Shuisheng    |
| Xuejian Li    | Liu          |
| Chun Sun      | Song         |
| Biao Fu       | Zheng        |
| Shu Chen      | Shi Ye       |
| Jiang Liu     | Yu           |
| Baoying Jiang | Cuihua       |
| Qianquan Yang | Ah Jiao      |